# جان اچ. برودی
جان اچ. برودی (انگلیسی: John H. Brodie؛ زاده ۶ مارس ۱۹۷۰ درگذشته ۸ ژانویهٔ ۲۰۰۶) یک فیزیک‌دان نظری متخصص در نظریه ریسمان اهل ایالات متحده آمریکا بود.